# Coll Pregon (Prats de Molló)
El Coll Pregon, antigament Collada del Beç, és una collada situada a 1.719,3 m alt del terme comunal de Prats de Molló i la Presta, de la comarca del Vallespir, a la Catalunya del Nord.
És al nord del terme de Prats de Molló i la Presta, en el vessant sud-oriental del Puig dels Sarraïns.